# 宮長平作
宮長 平作（みやなが へいさく、1883年〈明治16年〉12月 - 1956年〈昭和31年〉4月24日）は、日本の土木技術者、実業家である。

## 人物
1883年（明治13年）12月、富山県射水郡水口村の豪農として名を馳せた父・宮長平六の次男として誕生。第四高等学校（後の金沢大学）を経て、1908年（明治41年）7月、東京帝国大学土木工学科を卒業。同月、久原鉱業所に入社し日立鉱山にて技師として従事、当時高さ世界一を誇る煙突の建設に関わるなどした。
1924年（大正13年）2月24日、個人名義で屋号を久原工事部となし土木建築請負業を開設。同社が1930年（昭和5年）9月に日本産業株式会社の直系子会社、中央土木（後の日産土木、日産建設、現・りんかい日産建設）株式会社として改組・発足の運びとなってはその専務取締役に就任、1939年（昭和14年）6月より同社取締役社長。1941年（昭和16年）4月株式会社日産取締役。1943年（昭和18年）4月、満州日産土木株式会社が設立されるにあたってその取締役社長に就任。1944年（昭和19年）2月鉄道建設興業（後の鉄建建設）株式会社取締役。同年11月日本証券投資（後の藍澤證券）株式会社監査役。
第二次世界大戦で日本が敗戦した後、連合国軍最高司令官総司令部 (GHQ) による第2次公職追放令により1948年（昭和23年）10月をもって日産土木取締役社長の座を追われる。同年12月株式会社建設ビルディング取締役社長。1952年（昭和27年）6月東日本建設業保証株式会社取締役社長。1955年（昭和30年）7月藍綬褒章受章。直腸癌に蝕まれ1956年（昭和31年）4月24日死去。

## その他
- 1931年（昭和6年）4月 - 東京土木建築業組合（現・東京建設業協会）3代目組合長に就任。

他、日本土木建築請負業者連合会副会長、社団法人土木学会理事、社団法人土木建築扶助会理事、社団法人土木工業協会理事ほか建設業関連団体の役職を歴任。